# Aartsbisdom Abidjan

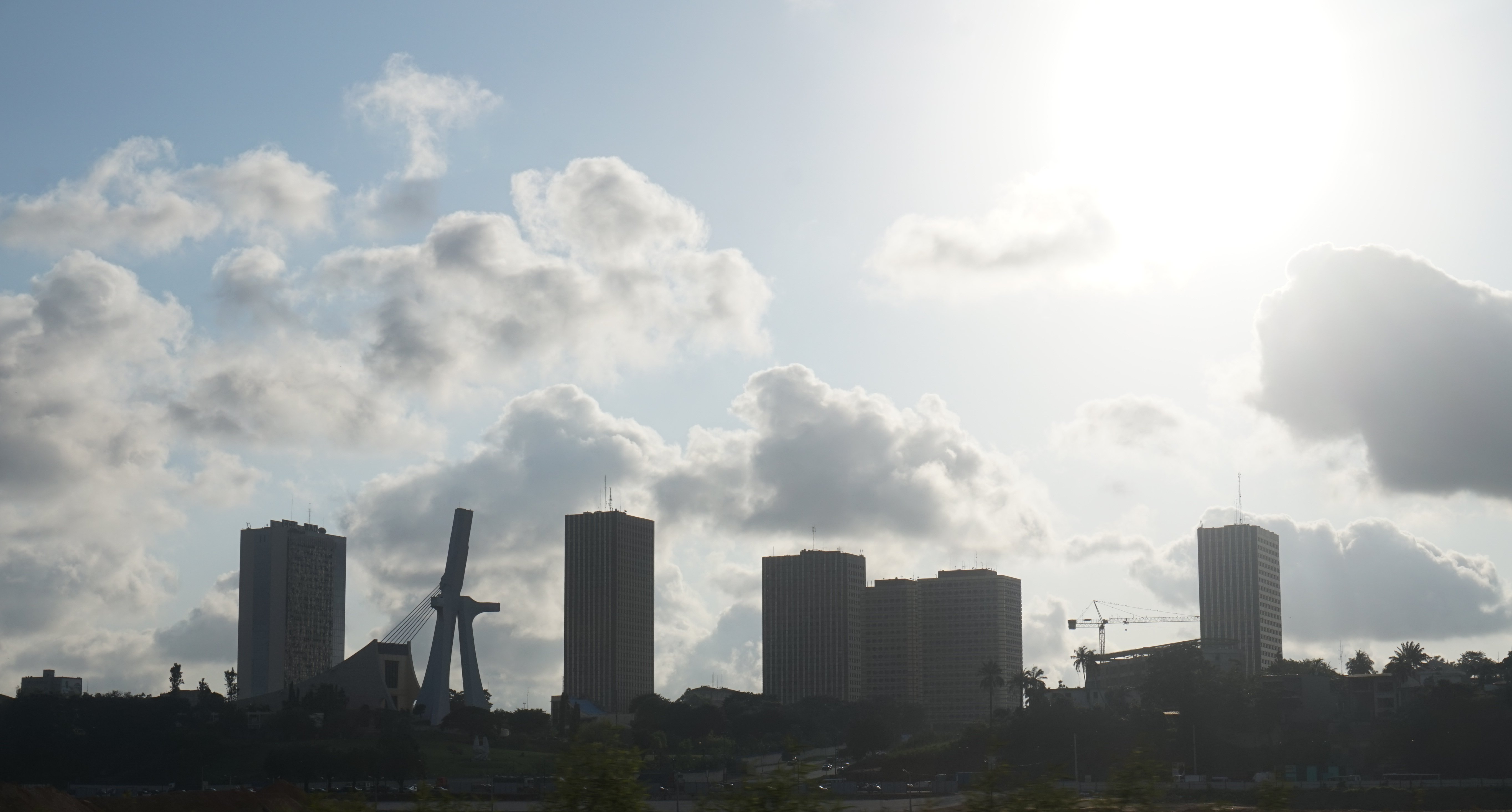
De Sint-Pauluskathedraal, ontworpen door architect Aldo Spirito, tussen hoogbouw

Het aartsbisdom Abidjan (Latijn: Archidioecesis Abidianensis) is een rooms-katholiek aartsbisdom met als zetel Abidjan in Ivoorkust. 
Abidjan heeft drie suffragane bisdommen: 
- Agboville
- Grand-Bassam
- Yopougon

In 2018 telde het aartsbisdom 72 parochies. Het heeft een oppervlakte van 3.810 km² en telde in 2018 3.608.000 inwoners waarvan 65,9% rooms-katholiek was. 

## Geschiedenis
Het aartsbisdom is ontstaan uit de apostolische prefectuur Costa d’Avorio, opgericht in 1895. In 1911 werd dit een apostolisch vicariaat, in 1940 wijzigde de naam in Abidjan en in 1955 werd het verheven tot een aartsbisdom. De Sint-Pauluskathedraal van Abidjan werd in 1985 ingewijd door paus Johannes Paulus II.

## Aartsbisschoppen
- Jean-Baptiste Boivin S.M.A. (1955-1959)
- Bernard Yago (1960-1994)
- Bernard Agré (1994-2006)
- Jean-Pierre Kutwa (2006-2024)
- Ignace Bessi Dogbo (2024-heden)